# たこやきマントマン
『たこやきマントマン』は、高田ひろお（作）、中村泰敏（絵）による日本の絵本、及びそれを原作としたテレビアニメである。

## 絵本
金の星社から発行されている。

### 作品リスト
- たこやきマントマン はじめてのぼうけんのまき（1990年7月、ISBN 4-323-00270-X）
- たこやきマントマン おばけのくにのぼうけんのまき（1991年7月、ISBN 4-323-00272-6）
- たこやきマントマン やさいばたけのぼうけんのまき（1992年7月、ISBN 4-323-00274-2）
- たこやきマントマン にぎやかもりの ぼうけんのまき（1994年2月、ISBN 4-323-00277-7）
- たこやきマントマン のんびりおそらのぼうけんのまき（1994年8月、ISBN 4-323-00280-7）
- たこやきマントマン うちゅうのぼうけんのまき（1995年12月、ISBN 4-323-02406-1）
- たこやきマントマン にんじゃじまのぼうけんのまき（1996年7月、ISBN 4-323-02408-8）
- たこやきマントマン クリスマスのぼうけんのまき（1997年11月、ISBN 4-323-02415-0）
- たこやきマントマン やしのみじまのぼうけんのまき（1998年7月、ISBN 4-323-02417-7）
- たこやきマントマン マリンランドのぼうけんのまき（1999年7月、ISBN 4-323-03342-7）

#### たこやきマントマン・ミニえほん
- いじめっこきょうりゅうボンタ（1991年8月、ISBN 4-323-01521-6）
- うちゅうかいじゅうドンギャー（1991年8月、ISBN 4-323-01522-4）
- のこぎりざめガリピー（1991年11月、ISBN 4-323-01523-2）
- どくぐもカミラ（1991年11月、ISBN 4-323-01524-0）
- パジャマせいじん（1991年11月、ISBN 4-323-01525-9）

#### たこやきマントマン・めいろえほん
- ぼうけんりょこう（1993年6月、ISBN 4-323-01856-8）
- ピンクきゅうしゅつだいさくせん（1993年6月、ISBN 4-323-01857-6）

#### テレビ版・たこやきマントマン
- しょうぼうしパトラおおあばれ（1999年6月、ISBN 4-323-03161-0）
- ニンジンのだいパニック（1999年6月、ISBN 4-323-03162-9）
- ふるどけいかいじゅう（1999年6月、ISBN 4-323-03163-7）
- バオバオだいおうのたんじょうび（1999年6月、ISBN 4-323-03164-5）

## キャラクター
声は声優。

### たこやきマントマン
本作の主人公であるたこ焼きの五つ子のヒーロー達。
レッド
声 - ゆきのさつき（アニメ版）/堀江美都子（オペレッタ版）
紅しょうがを多く入れたたこやき。たこやきマントマンのリーダー。正義感が強く勇敢で心優しいが、任務を他の4人に任せて自分はサボったり、一人だけ単独行動を取ったりなど、リーダーらしからぬ行動もする一面も持つ。得意技は「ほかほかポッコンキック」（原作）、「べにしょうがクラッシュ」「べにしょうがアツアツブラスター」（アニメ）。
ブルー
声 - 山口勝平/津久井教生（オペレッタ版）
青のりを多くかけたたこやき。ちょっと泣き虫で弱虫。アニメ版ではことあるごとに泣き出す。得意技は「たこやきペコタンずつき」（原作）、「あおのりバスター」「あおのりドッカンバスーカ」（アニメ）。
グリーン
声 - 水田わさび/橋本潮（オペレッタ版）
長ねぎを多く入れたたこやき。元気いっぱい、すこしあわてんぼう。アニメ版では関西弁でしゃべり、たこやきマントマンのムード―メーカー的な存在だった。得意技は「しょうがプックンパンチ」（原作）、「ながねぎヌンチャク」「ながねぎビリビリキャッチャー」（アニメ）。
イエロー
声 - みぎわ通/古家貴代美（オペレッタ版）
天かすを多く入れたたこやき。いつもにこにこ。大人びている。礼儀正しい。アニメ版では当初は普通の口調だったが、第8話から丁寧語で話すことが増えていった。得意技は「あおのりクラクラふりかけ」（原作）、「てんかすビーム」「あげたまボヨヨンハンマー」（アニメ）。
ピンク
声 - 那須めぐみ（アニメ版・オペレッタ版）
おかかを多くかけたたこやき。たこやきマントマンの紅一点。かわいくておちゃめ。おけしょう大好き。気が強く我儘。得意技は「つまようじウインクぎり」（原作）、「おかかフラッシュ」「おかかスパッドブレードウィンクぎり」（アニメ）。

### たこやきマントマンの周辺の人々
おじさん以外はアニメオリジナルキャラクター。
おじさん
声 - 田原アルノ
絵本でのたこやき屋の店長。アニメ版では、たこやきマントマンが彼に初めて出会ったときに「ところでおじさんはだれ？」と言った。おばちゃんの師匠的存在。
おばちゃん
声 - 谷育子
アニメ版でのたこやき屋の店長。本名・ヨーコ。独身。太目体型の中年女性だが、一度だけスリムになったことがある。劇中では主にバオバオ大王らによる被害を受ける側だが、チェーンソー等で反撃するなど完全な被害者キャラクターではない。時として戦闘ジェット機を相手にフライパンを投げつけ粉砕する怪力も見せる。
ユキオ君
声 - 杉本沙織
魚の男の子で、両親をもつ。タコに苛められ、たこ焼きが食べれない。
ユキオのパパ
声 - 小形満
ユキオのママ
声 - 堀越真己
ユキオの両親。
村長
声 - 田原アルノ
タンポポ村の村長。村内に住むわがままなお姫様に振り回されて怒っている事が多い。上から目線的でたこやきマントマン達に協力されない時も有る。トラックで運転しており壊される時も有る。
お姫様
声 - 杉本沙織
タンポポ村のお姫様。わがまま。レッドに惚れており、ピンクとは仲が悪い。いざとなると「たいくつ仮面」に変身する。村長が村の税金でたこ焼きを食べて居るとやっつけたりしに行く。
乳母（ばぁや）、大臣（じぃや）
声 - 堀越真巳（乳母）、田原アルノ（大臣）
お姫様の家来たち。姫を世話する一方で、内心では城を乗っ取ろうとしている。
時計屋
先生
声 - 田原アルノ
カレーライス三姉妹
声 - 堀越真己（ジャガイモ）、杉本沙織（タマネギ）、間宮くるみ（ニンジン）
カレーライス団地に住む三姉妹。長女のジャガイモ、次女のタマネギ、末っ子のニンジン。姉たちはニンジンに冷たいが本当は姉妹仲がいい。

### 敵キャラ
アニメオリジナルキャラクター
バオバオ大王
声 - 小林清志
テンテンを手下にしている。宇宙空間に浮かぶ円盤にテンテンと一緒に住んでいる。
宇宙を征服する野望を持つがその手段は主にお経を唱える神頼みである。背丈はテンテンより少し高い程度だが、高下駄を履いてマントで隠すことで身長を誤魔化している。「ゴモットモお経」を唱えて生物・無生物をゴモットモ怪獣に変える。
本気で戦う時は数珠から広範囲に発するお経ビームなどを武器にマントマン達を圧倒した。最終回では宇宙征服を諦め旅に出てしまう。
テンテン
声 - 間宮くるみ
バオバオ大王の手下であるロボットだが、途中からたこやき屋のアルバイトをすることになった。「～テンテン」が口癖。
後におばちゃんと同じたこやきを焼けるまでに腕が上達し、崩壊寸前の縁日星にたこやき屋として派遣され縁日星人との和解に繋がった。
ゴモットモ怪獣
バオバオ大王が唱える「ゴモットモお経」によって生物・無生物が怪獣化したもの。対象が不満に思っている事に問いかけると「ゴモットモー！」の一声で対象の特徴に応じた姿に変化し巨大化する。基本的に「ゴモットモ」としか喋らない。
バオバオ大王の命令に忠実だが例外(11話)もあり、必ずしも戦力になるとは限らない。たこやきマントマン達に敗れると怪獣化前の対象物に戻る。
湖面に映るバオバオ大王自身の姿にお経を唱えることで大王自らがゴモットモ怪獣に変身することもできる（21話）。
ゴミ箱怪獣
第1話に登場。たこやきマントマンが初めて戦った怪獣。両手の箒と塵取りでタンポポ村の人々を食べるがたこやきマントマンの「たこやきハリケーン」で破裂。食べていた人々も解放してしまった。
時計怪獣
第2話に登場。目から放つ光線で相手を回転させる能力を持つ。
工具箱怪獣
第3話に登場。右手がハンマー、左手がペンチになっている怪獣。工具箱からハサミも出す。
乾燥機怪獣
第4話に登場。熱風で相手を乾燥させる。
オルガン怪獣
第5話に登場。五線のムチで攻撃する「五線ウィップ」と何でもかみ砕く強靭なアゴが武器。
掃除機怪獣
第6話に登場。吸い込み攻撃が得意。
テンテン怪獣
第7話に登場。バオバオ大王の手違いで怪獣化してしまったテンテン。テンテンとしての自我を完全に失っており、最初はたこやきマントマンでも歯が立たなかったが、たこやきソースレーザーに敵わず元のテンテンに戻ってしまった。
黒板怪獣
第8話に登場。チョークミサイルや黒板消しの煙幕、ラクガキを実体化させる能力でたこやきマントマンを襲う。
エアロバイク怪獣
第9話に登場。バオバオ大王がおばちゃんを痩せさせてたこ焼きを作らせないようにしようとした。
セミダブルベッド怪獣
第10話に登場。ぬりかべのような風貌をしている。口から枕を出したり、背中のシーツで攻撃を防ぐ能力を持つが、倒れると起き上がれない弱点を持っている。
トラック怪獣
シャンプー怪獣
カップメン怪獣
消火器怪獣
バースデーケーキ怪獣
ヤカン怪獣
プリント怪獣
合体怪獣
カメラ怪獣
ヌカミソ怪獣
自転車怪獣
白鳥ボート怪獣
UFO怪獣
紋付き袴怪獣
パトラ
　声 - 渡辺美佐
スフィンクス型の大型宇宙船に住まう宇宙魔女。桁外れな年齢だが姿は美人寄りの女性。第27話から登場し、バオバオ大王と手を組んだ。ゴモットモお経に相当する「パトラ厚化粧」で生物・無生物を怪獣化する。しかし、第51話で少女の姿に変わり果ててしまう。
少女の姿になったと同時に「パトラ厚化粧」を使えなくなったが、代わりに毎回様々なイヤリングを用意し魔法でイヤリングを怪物化させる事でマントマンと戦った。
厚化粧怪獣
「パトラ厚化粧」で変化した怪獣。
縁日星
星全体が毎日縁日を催している惑星だがなぜかたこ焼き屋だけ無い。縁日星の住人達はたこやき屋が無い事が原因で廃れつつある縁日星を立て直そうと、タンポポ村のたこやき屋のおばちゃんを半ば強引にスカウトしにやってくる。
やきそばズルズルマンをリーダーに、わたあめグルグルマン・おでんグツグツマン等の縁日星人達はおばちゃんをスカウトする為にたこやきマントマン達と戦い続ける。最終回では廃れ切って宇宙のゴミ捨て場となりかけたがテンテンが代わりに縁日星へ行く事で平和解決する。
やきそばジュウジュウマン
縁日星のリーダー。
わたあめグルグルマン
ヨーヨーマン
おでんグツグツマン
金魚すくいヒョイヒョイマン
チョコバナナペロペロマン
お好み焼きコテコテウーマン
あんみつコッテリウーマン

### その他・ゲストキャラクター
たこやきの神様
声 - 田原アルノ
たこ焼きの神様で、たこやきマントマンの生みの親。面倒くさがりな神様。第1話のみ登場。
キャベツ
声 - 小形満
ヤンキー軍団のリーダー。外見は暴走族風だが真面目で礼儀正しく将来は立派な社会人になることを夢見ている。
ユーコ
声 - 堀越真己 (幼い頃は杉本沙織)
おばちゃんの双子の妹。口元にほくろがある以外は姉にそっくり。金にがめつくそのたびに姉から金を分捕っている。たこやきマントマンが苦手としているキャラクターの一人でもある。悪知恵が働くがそのたびにたこやきマントマンに返り討ちにされるのがお約束となっている。
鎧カブト
以上、アニメオリジナルキャラクター。
マリオネット
声 - 長嶝高士（オペレッタ版）

## アニメ
1998年4月4日から1999年9月25日まで毎週土曜日7時30分から8時00分にテレビ東京系で全77回（全128話）が放送された。スタジオぴえろのテレビアニメとしては全編デジタルアニメーションによって制作された最初の作品である。
放送中には、サンライクからたこやきマントマンのぬいぐるみや劇中に登場するアイテムなど、関連商品が多数発売された。

### ストーリー
たこやきの神様の力で誕生した、たこやきマントマンがタンポポ村の平和を守るために活躍する。

### 声の出演
- レッド：ゆきのさつき
- ブルー：山口勝平
- グリーン：水田わさび
- イエロー：みぎわ通[注 1]
- ピンク：那須めぐみ
- おばちゃん：谷育子
- バオバオ大王：小林清志
- テンテン：間宮くるみ
- パトラ：渡辺美佐
- タコヤキの神様、村長：田原アルノ

### スタッフ
- 原作 - 高田ひろお
- 原作（絵） - 中村泰敏
- 企画 - 布川ゆうじ
- シリーズ構成 - 浦沢義雄
- シリーズディレクター - しぎのあきら
- キャラクターデザイン - 窪詔之
- 美術監督 - 池田祐二
- 色彩設計 - いわみみか
- 音響監督 - 藤山房伸
- オープニングアニメ - 小原秀一
- 編集 - 森田清次
- 音楽 - 丸山和範
- 音楽プロデューサー - 藤田昭彦
- 音楽協力 - 東芝EMI、テレビ東京ミュージック
- プロデューサー - 小林教子（テレビ東京）、押切直之（スタジオぴえろ）、木村京太郎（読売広告社）
- 監督 - 案納正美
- 背景 - スタジオワイエス
- ビデオ編集 - キュー・テック
- 録音制作 - 神南スタジオ
- 効果 - 加藤昭二（アニメサウンドプロダクション）
- 製作 - テレビ東京[注 2]、スタジオぴえろ

### 主題歌
オープニングテーマ「たこやきマントマン主題歌」
作詞 - 高田ひろお / 作曲 - 小杉保夫 / 編曲 - 丸山和範 / 歌 - さねよしいさ子
エンディングテーマ「カレンダーにまる」
作詞 - 高田ひろお / 作曲 - 小杉保夫 / 編曲 - 丸山和範 / 歌 - さねよしいさ子

### たこやきネットワーク
AパートとBパートの間に挿入される実写コーナー。たこやきマントマンのレッドが全国各地の幼稚園といっしょに歌って踊るという内容で、以下の2曲が使われる。
使用曲
「レッツ! たこやきジェンカ」
「たこやき音頭でパッキュンコ」
作詞 - 高田ひろお / 作曲 - 小杉保夫 / 編曲 - 丸山和範 / 歌 - さねよしいさ子 with たこやきマントマン

### 各話リスト
第18話Aパートの「台所用品でゴモットモー」では放送直前に和歌山毒物カレー事件が起こったため、第11話Aパート「トラックでゴモットモー」と差し替えられている。その後のファミリー劇場での放送では本来の形で放送された。第52話から第76話まではBパートが、最終回はAパートが再放送された。
| 話数 | サブタイトル                         | 脚本     | コンテ         | 演出           | 作画監督 作画       | 放送日        |
| ---- | ------------------------------------ | -------- | -------------- | -------------- | ------------------- | ------------- |
| 1    | 誕生!!みんなのたこやきマントマン     | 浦沢義雄 | しぎのあきら   | しぎのあきら   | 窪詔之              | 1998年 4月4日 |
| 1    | 縁日星の綿アメグルグルマン           | 浦沢義雄 | 鍋島修         | 鍋島修         | 木下裕孝            | 1998年 4月4日 |
| 2    | 古時計でゴモットモー                 | 浦沢義雄 | 飯島正勝       | 飯島正勝       | 長岡みどり          | 4月11日       |
| 2    | タンポポ村のお姫様                   | 浦沢義雄 | 矢野篤         | 矢野篤         | 井坂純子            | 4月11日       |
| 3    | 工具箱でゴモットモー                 | 大和屋暁 | しぎのあきら   | 新田義方       | 桜井木ノ実          | 4月18日       |
| 3    | おさかなのユキオ君                   | 浦沢義雄 | 上村修         | 上村修         | 木下裕孝            | 4月18日       |
| 4    | 乾燥機でゴモットモー                 | 浦沢義雄 | 林有紀         | 林有紀         | 本橋秀之            | 4月25日       |
| 4    | 野菜たちの反乱                       | 浦沢義雄 | 小柴純弥       | 新田義方       | 宇都木勇            | 4月25日       |
| 5    | オルガンでゴモットモー               | 大和屋暁 | 鍋島修         | 鍋島修         | 遠藤裕一            | 5月2日        |
| 5    | ワガママなユーコさん                 | 浦沢義雄 | しぎのあきら   | 牧野滋人       | 山本哲也            | 5月2日        |
| 6    | そうじ機でゴモットモー               | 浦沢義雄 | 飯島正勝       | 飯島正勝       | 宇田川一彦          | 5月9日        |
| 6    | 縁日星のかき氷シャキシャキマン       | 浦沢義雄 | うえだひでひと | 牧野滋人       | 宇田川一彦          | 5月9日        |
| 7    | テンテンでゴモットモー               | 浦沢義雄 | 大庭秀昭       | 大庭秀昭       | 桜井木ノ実          | 5月16日       |
| 7    | ユキオ君の入院                       | 浦沢義雄 | 大庭秀昭       | 大庭秀昭       | 宇都木勇            | 5月16日       |
| 8    | 黒板でゴモットモー                   | 大和屋暁 | 矢野篤         | 矢野篤         | 長岡みどり          | 5月23日       |
| 8    | お姫様のユウウツ                     | 浦沢義雄 | しぎのあきら   | 矢野篤         | 井坂純子            | 5月23日       |
| 9    | エアロバイクでゴモットモー           | 浦沢義雄 | 林有紀         | 林有紀         | 本橋秀之            | 5月30日       |
| 9    | 縁日星の金魚すくいヒョイヒョイマン   | 浦沢義雄 | 牧野滋人       | 牧野滋人       | 本木久年            | 5月30日       |
| 10   | セミダブル・ベッドでゴモットモー     | 大和屋暁 | 上村修         | 上村修         | 木下裕孝            | 6月6日        |
| 10   | カリフラワーの脱出                   | 浦沢義雄 | 上村修         | 上村修         | 宇田川一彦          | 6月6日        |
| 11   | トラックでゴモットモー               | 浦沢義雄 | 飯島正勝       | 飯島正勝       | 山川浩臣            | 6月13日       |
| 11   | おばちゃんはミルク泥棒!?             | 浦沢義雄 | しぎのあきら   | 飯島正勝       | 山本哲也            | 6月13日       |
| 12   | シャンプーでゴモットモー             | 大和屋暁 | 大庭秀昭       | 新田義方       | 宇都木勇            | 6月20日       |
| 12   | 縁日星のおでんグツグツマン           | 浦沢義雄 | 大庭秀昭       | 新田義方       | 桜井木ノ実          | 6月20日       |
| 13   | カップメンでゴモットモー             | 浦沢義雄 | 牧野滋人       | 牧野滋人       | 西東南              | 6月27日       |
| 13   | お姫様はタイクツ                     | 浦沢義雄 | 西澤晋         | 牧野滋人       | 遠藤裕一            | 6月27日       |
| 14   | 消火器でゴモットモー                 | 大和屋暁 | 矢野篤         | 矢野篤         | 井坂純子            | 7月4日        |
| 14   | ユキオ君の家出                       | 浦沢義雄 | しぎのあきら   | 矢野篤         | 長岡みどり          | 7月4日        |
| 15   | バースデーケーキでゴモットモー       | 浦沢義雄 | 高橋資祐       | 阿部記之       | 高橋資祐            | 7月11日       |
| 15   | 縁日星の輪投げポイポイマン           | 浦沢義雄 | 阿部記之       | 阿部記之       | 宇田川一彦 星和伸   | 7月11日       |
| 16   | ヤカンでゴモットモー                 | 大和屋暁 | 新田義方       | 新田義方       | 桜井木ノ実          | 7月18日       |
| 16   | カレーライスの三姉妹                 | 浦沢義雄 | 新田義方       | 新田義方       | 宇都木勇            | 7月18日       |
| 17   | プリントシールでゴモットモー         | 浦沢義雄 | 鈴木敏男       | 根岸宏樹       | 武内啓              | 7月25日       |
| 17   | ランボーなユーコさん                 | 浦沢義雄 | 鈴木敏男       | 根岸宏樹       | 武内啓              | 7月25日       |
| 18   | 台所用品でゴモットモー               | 大和屋暁 | 飯島正勝       | 飯島正勝       | 木下裕孝            | 8月1日        |
| 18   | 縁日星のヨーヨーギュンギュンマン     | 浦沢義雄 | しぎのあきら   | 飯島正勝       | 本木久年            | 8月1日        |
| 19   | カメラでゴモットモー                 | 浦沢義雄 | 牧野滋人       | 牧野滋人       | 佐藤真二            | 8月8日        |
| 19   | スイカだらけのお姫様                 | 浦沢義雄 | 牧野滋人       | 牧野滋人       | 山本哲也            | 8月8日        |
| 20   | ひみつへいきでゴモットモー           | 大和屋暁 | しぎのあきら   | 新田義方       | 桜井芳久            | 8月15日       |
| 20   | ユキオ君の家庭教師                   | 浦沢義雄 | 新田義方       | 新田義方       | 宇都木勇            | 8月15日       |
| 21   | 縁日星のチョコバナナペロペロマン     | 浦沢義雄 | 矢野篤         | 矢野篤         | 井坂純子            | 8月22日       |
| 21   | バオバオ大王でゴモットモー           | 浦沢義雄 | しぎのあきら   | 矢野篤         | 長岡みどり          | 8月22日       |
| 22   | ヌカミソ仮面でゴモットモー?          | 浦沢義雄 | 飯島正勝       | 飯島正勝       | 遠藤裕一            | 8月29日       |
| 22   | キャベツの勉強                       | 浦沢義雄 | 飯島正勝       | 飯島正勝       | 宇田川一彦          | 8月29日       |
| 23   | 自転車でゴモットモー                 | 浦沢義雄 | 牧野滋人       | 牧野滋人       | 山本哲也            | 9月5日        |
| 23   | ユーレーなユーコさん                 | 浦沢義雄 | 高橋資祐       | 小柴純弥       | 高橋資祐            | 9月5日        |
| 24   | 白鳥ボートでゴモットモー             | 大和屋暁 | しぎのあきら   | 矢野篤         | 本木久年            | 9月12日       |
| 24   | 縁日星のお好み焼きコテコテウーマン   | 浦沢義雄 | しぎのあきら   | 矢野篤         | 木下裕孝            | 9月12日       |
| 25   | UFOでゴモットモー                    | 浦沢義雄 | 飯島正勝       | 新田義方       | 宇都木勇            | 9月19日       |
| 25   | お姫様のお相手                       | 浦沢義雄 | しぎのあきら   | 新田義方       | 桜井芳久            | 9月19日       |
| 26   | 紋付き袴でゴモットモー               | 大和屋暁 | しぎのあきら   | 矢野篤         | 井坂純子            | 9月26日       |
| 26   | 縁日星のあんみつコッテリウーマン     | 浦沢義雄 | 矢野篤         | 矢野篤         | 長岡みどり          | 9月26日       |
| 27   | 宇宙魔女パトラ登場                   | 浦沢義雄 | 飯島正勝       | 飯島正勝       | 佐藤真二            | 10月3日       |
| 27   | パトラ魔術でパッキュンコ             | 浦沢義雄 | 飯島正勝       | 飯島正勝       | 宇田川一彦          | 10月3日       |
| 28   | ユキオ君のおとうと                   | 浦沢義雄 | 香川豊         | 香川豊         | 木下裕孝            | 10月10日      |
| 28   | テンテン化粧でパッキュンコ           | 浦沢義雄 | 上村修         | 上村修         | 遠藤裕一            | 10月10日      |
| 29   | お姫様の退屈仮面                     | 浦沢義雄 | しぎのあきら   | 矢野篤         | 山本哲也            | 10月17日      |
| 29   | おでん化粧でパッキュンコ             | 浦沢義雄 | 矢野篤         | 矢野篤         | 本木久年            | 10月17日      |
| 30   | 謎の修理屋さん                       | 大和屋暁 | しぎのあきら   | 新田義方       | 桜井芳久            | 10月24日      |
| 30   | ドリル化粧でパッキュンコ             | 浦沢義雄 | しぎのあきら   | 新田義方       | 宇都木勇            | 10月24日      |
| 31   | 縁日星のところてんシュルシュル婆さん | 浦沢義雄 | 香川豊         | 香川豊         | 木下裕孝            | 10月31日      |
| 31   | 買物袋でパッキュンコ                 | 浦沢義雄 | 高橋資祐       | 香川豊         | 高橋資祐            | 10月31日      |
| 32   | 怪獣カルシウム                       | 浦沢義雄 | 飯島正勝       | 飯島正勝       | 佐藤真二            | 11月7日       |
| 32   | パトロールパトラでパッキュンコ       | 浦沢義雄 | 飯島正勝       | 飯島正勝       | 山川浩臣            | 11月7日       |
| 33   | 戦う お姫様                          | 浦沢義雄 | しぎのあきら   | 矢野篤         | 井坂純子            | 11月14日      |
| 33   | 消防車でパッキュンコ                 | 浦沢義雄 | 高橋資祐       | 矢野篤         | 長岡みどり          | 11月14日      |
| 34   | アスパラガスのゆめ                   | 浦沢義雄 | 牧野滋人       | 牧野滋人       | 宇田川一彦          | 11月21日      |
| 34   | 標識化粧でパッキュンコ               | 大和屋暁 | 窟櫓比きさわか | 窟櫓比きさわか | かさわきひろつぐ    | 11月21日      |
| 35   | カーニバル星のポップコーンマン       | 浦沢義雄 | 香川豊         | 香川豊         | 山本哲也            | 11月28日      |
| 35   | アルプス化粧でパッキュンコ           | 浦沢義雄 | 香川豊         | 香川豊         | 本木久年 星和伸     | 11月28日      |
| 36   | ユキオ君の頭の中                     | 浦沢義雄 | しぎのあきら   | 新田義方       | 宇都木勇            | 12月5日       |
| 36   | 婦警さんでパッキュンコ               | 浦沢義雄 | 新田義方       | 新田義方       | 桜井芳久            | 12月5日       |
| 37   | 退屈仮面のヒミツ                     | 浦沢義雄 | 飯島正勝       | 飯島正勝       | 北野幸広 池川陽子   | 12月12日      |
| 37   | 占い化粧でパッキュンコ               | 浦沢義雄 | 飯島正勝       | 飯島正勝       | 佐藤真二            | 12月12日      |
| 38   | ホーレン草の悩み                     | 浦沢義雄 | 上村修         | 上村修         | 遠藤裕一            | 12月19日      |
| 38   | 女子プロ化粧でパッキュンコ           | 浦沢義雄 | しぎのあきら   | 上村修         | 木下裕孝            | 12月19日      |
| 39   | カーニバル星のホットドック夫婦       | 浦沢義雄 | 案納正美       | 案納正美       | 本橋秀之            | 12月26日      |
| 39   | 女子高生でパッキュンコ               | 浦沢義雄 | 高橋資祐       | 案納正美       | 高橋資祐            | 12月26日      |
| 40   | ユキオ君の旅立ち                     | 浦沢義雄 | しぎのあきら   | 香川豊         | 長岡みどり          | 1999年 1月9日 |
| 40   | ミス村長でパッキュンコ               | 大和屋暁 | 香川豊         | 香川豊         | 山川浩臣 山川浩美   | 1999年 1月9日 |
| 41   | お姫様のアルバイト                   | 浦沢義雄 | 牧野滋人       | 牧野滋人       | 井坂純子            | 1月16日       |
| 41   | バニーちゃんでパッキュンコ           | 浦沢義雄 | 牧野滋人       | 牧野滋人       | 山本哲也            | 1月16日       |
| 42   | かぼちゃのいもうと                   | 浦沢義雄 | しぎのあきら   | 飯島正勝       | 宇田川一彦          | 1月23日       |
| 42   | おばあちゃんでパッキュンコ           | 浦沢義雄 | 飯島正勝       | 飯島正勝       | 北野幸広 池川陽子   | 1月23日       |
| 43   | カーニバル星のアイスクリームマン     | 浦沢義雄 | 上村修         | 上村修         | 本木久年 星和伸     | 1月30日       |
| 43   | スタイリストでパッキュンコ           | 浦沢義雄 | 上村修         | 上村修         | 木下裕孝            | 1月30日       |
| 44   | ユキオ君の干物                       | 浦沢義雄 | しぎのあきら   | 案納正美       | 本橋秀之            | 2月6日        |
| 44   | マジシャンでパッキュンコ             | 大和屋暁 | 牧野滋人       | 案納正美       | 星和伸              | 2月6日        |
| 45   | 退屈仮面の正体                       | 浦沢義雄 | しぎのあきら   | 香川豊         | 宇田川一彦          | 2月13日       |
| 45   | テンテンのおてつだい                 | 浦沢義雄 | 香川豊         | 香川豊         | 佐藤真二            | 2月13日       |
| 46   | レンコン沼のオバケ                   | 浦沢義雄 | 飯島正勝       | 飯島正勝       | 山川浩臣            | 2月20日       |
| 46   | 洗たくものでパッキュンコ             | 浦沢義雄 | 飯島正勝       | 飯島正勝       | 井坂純子            | 2月20日       |
| 47   | カーニバル星のサンドイッチじいさん   | 浦沢義雄 | しぎのあきら   | 上村修         | 長岡みどり          | 2月27日       |
| 47   | 少女マンガでパッキュンコ             | 大和屋暁 | 上村修         | 上村修         | 佐藤真二            | 2月27日       |
| 48   | ユキオ君のウロコ                     | 浦沢義雄 | 高橋資祐       | 香川豊         | 高橋資祐            | 3月6日        |
| 48   | 宇宙征服でおかねもうけ               | 浦沢義雄 | 高橋資祐       | 香川豊         | 木下裕孝            | 3月6日        |
| 49   | 村長さんのワナ                       | 浦沢義雄 | しぎのあきら   | しぎのあきら   | 本木久年 吉田忠勝   | 3月13日       |
| 49   | パトラ、結婚???                      | 浦沢義雄 | 案納正美       | 案納正美       | 本橋秀之            | 3月13日       |
| 50   | リーダーとりかえっこ                 | 浦沢義雄 | 飯島正勝       | 飯島正勝       | 北野幸広 池川陽子   | 3月20日       |
| 50   | さよならテンテン!?                   | 浦沢義雄 | 飯島正勝       | 飯島正勝       | 井坂純子            | 3月20日       |
| 51   | 帰ってきた綿アメグルグルマン         | 浦沢義雄 | 香川豊         | 香川豊         | 山本哲也            | 3月27日       |
| 51   | ちびっこパトラ!?                     | 浦沢義雄 | しぎのあきら   | 香川豊         | 星和伸              | 3月27日       |
| 52   | ユキオ君の寝相                       | 浦沢義雄 | 上村修         | 上村修         | 本木久年 井上みゆき | 4月3日        |
| 53   | 踊れ!オルゴール!                     | 浦沢義雄 | 上村修         | 上村修         | 佐藤真二            | 4月10日       |
| 54   | 新金魚すくいマンの逆襲               | 浦沢義雄 | 高橋資祐       | 香川豊         | 高橋資祐            | 4月17日       |
| 55   | お姫様の不良少女?                    | 浦沢義雄 | 飯島正勝       | 飯島正勝       | 北野幸広 池川陽子   | 4月24日       |
| 56   | 村長さんのヒゲ                       | 浦沢義雄 | しぎのあきら   | 小柴純弥       | 井坂純子            | 5月1日        |
| 57   | お花畑なパトラ                       | 浦沢義雄 | 香川豊         | 香川豊         | 遠藤裕一            | 5月8日        |
| 58   | ユキオ君の勇気                       | 浦沢義雄 | 飯島正勝       | 飯島正勝       | 星和伸 上田美由紀   | 5月15日       |
| 59   | 燃えろ!おでんマン!                   | 浦沢義雄 | 飯島正勝       | 飯島正勝       | 木下裕孝            | 5月22日       |
| 60   | クローゼットなパトラ                 | 浦沢義雄 | 佐藤真二       | 佐藤真二       | 佐藤真二            | 5月29日       |
| 61   | たそがれのピンク                     | 浦沢義雄 | 案納正美       | 案納正美       | 本橋秀之            | 6月5日        |
| 62   | お姫様のキス                         | 浦沢義雄 | 高橋資祐       | 香川豊         | 高橋資祐            | 6月12日       |
| 63   | テンテンのホームシック               | 浦沢義雄 | 香川豊         | 香川豊         | 本木久年            | 6月19日       |
| 64   | 落ちてきたバオバオ大王               | 浦沢義雄 | 飯島正勝       | 飯島正勝       | 北野幸広 池川陽子   | 6月26日       |
| 65   | カラカラのユキオ君                   | 浦沢義雄 | 飯島正勝       | 飯島正勝       | 井坂純子            | 7月3日        |
| 66   | 反撃のヨーヨーマン                   | 浦沢義雄 | 香川豊         | 香川豊         | 遠藤裕一 吉田忠勝   | 7月10日       |
| 67   | ブルーのハートを釣れ!                | 浦沢義雄 | 香川豊         | 香川豊         | 木下裕孝            | 7月17日       |
| 68   | キャベツ、リーダー失格               | 浦沢義雄 | 飯島正勝       | 飯島正勝       | 本木久年            | 7月24日       |
| 69   | パトラのドラゴン                     | 浦沢義雄 | 飯島正勝       | 飯島正勝       | 星和伸              | 7月31日       |
| 70   | 村長さんの変身                       | 浦沢義雄 | しぎのあきら   | 案納正美       | 本橋秀之            | 8月7日        |
| 71   | 占いバオバオ!                        | 浦沢義雄 | しぎのあきら   | 小柴純弥       | 井坂純子 中村亜貴子 | 8月14日       |
| 72   | パトラのカメラ                       | 浦沢義雄 | 高橋資祐       | 香川豊         | 高橋資祐            | 8月21日       |
| 73   | 大ダコの悩み                         | 浦沢義雄 | 佐藤真二       | 佐藤真二       | 佐藤真二            | 8月28日       |
| 74   | キャベツ、引退?                      | 浦沢義雄 | 飯島正勝       | 飯島正勝       | 星和伸              | 9月4日        |
| 75   | 決戦!村長VSお姫様                    | 浦沢義雄 | 香川豊         | 香川豊         | 山本哲也            | 9月11日       |
| 76   | テンテンの決心                       | 浦沢義雄 | 飯島正勝       | 飯島正勝       | 井坂純子            | 9月18日       |
| 77   | 宇宙征服やーめた??                   | 浦沢義雄 | 香川豊         | 香川豊         | 佐藤真二            | 9月25日       |

### ネット局
ローカル枠のため、テレビ東京以外は全て遅れネット。放送日時は個別に出典が掲示されてあるものを除き、1999年9月終了時点のものとする。
| 放送対象地域  | 放送局         | 系列           | 放送時間                                                     | 備考                                                                 |
| ------------- | -------------- | -------------- | ------------------------------------------------------------ | -------------------------------------------------------------------- |
| 関東広域圏    | テレビ東京     | テレビ東京系列 | 土曜 7:30 - 8:00                                             |                                                                      |
| 北海道        | テレビ北海道   | テレビ東京系列 | 火曜 7:30 - 8:00                                             | 1998年10月6日から1999年10月5日まで、途中の話数を一部カットして放送。 |
| 愛知県        | テレビ愛知     | テレビ東京系列 | 日曜 9:00 - 9:30                                             |                                                                      |
| 大阪府        | テレビ大阪     | テレビ東京系列 | 木曜 7:30 - 8:00                                             |                                                                      |
| 岡山県 香川県 | テレビせとうち | テレビ東京系列 | 水曜 7:30 - 8:00                                             |                                                                      |
| 福岡県        | TXN九州        | テレビ東京系列 | 水曜 7:30 - 8:00                                             | 現：TVQ九州放送                                                      |
| 山形県        | 山形テレビ     | テレビ朝日系列 | 日曜 6:30 - 7:00                                             |                                                                      |
| 新潟県        | 新潟テレビ21   | テレビ朝日系列 | 土曜 6:30 - 7:00 ↓ 金曜 16:20 - 16:50（2000年6月時点）       |                                                                      |
| 長野県        | 信越放送       | TBS系列        | 日曜 6:00 - 6:30 ↓ 水曜 5:00 - 5:30（2000年10月時点）        |                                                                      |
| 静岡県        | テレビ静岡     | フジテレビ系列 | 日曜 6:30 - 7:00                                             |                                                                      |
| 富山県        | 富山テレビ     | フジテレビ系列 | 木曜 16:00 - 16:30 ↓ 月曜 16:25 - 16:55 ↓ 火曜 16:00 - 16:30 | 1999年3月11日から2000年10月24日まで放送。                            |
| 滋賀県        | びわ湖放送     | 独立局         | 木曜 7:30 - 8:00                                             |                                                                      |
| 奈良県        | 奈良テレビ     | 独立局         | 木曜 7:30 - 8:00                                             |                                                                      |
| 広島県        | テレビ新広島   | フジテレビ系列 | 日曜 6:30 - 7:00                                             |                                                                      |
| 熊本県        | 熊本朝日放送   | テレビ朝日系列 | 日曜 6:30 - 7:00                                             |                                                                      |
| 鹿児島県      | 鹿児島テレビ   | フジテレビ系列 | 日曜 9:30 - 10:00                                            |                                                                      |

| テレビ東京 土曜 7:30 - 8:00 | テレビ東京 土曜 7:30 - 8:00 | テレビ東京 土曜 7:30 - 8:00 |
| 前番組                      | 番組名                      | 次番組                      |
| --------------------------- | --------------------------- | --------------------------- |
| BLUE SEED傑作選             | たこやきマントマン          | ブースカ! ブースカ!!        |

## ビデオ化
ブエナ ビスタ ホーム エンターテイメントから「ぴえろとともだちビデオシアター・たこやきマントマン」としてテーマに沿ったエピソードとおまけ映像を収録したVHSビデオが発売された。
DVDは2005年にアイ・シー・エフから全16巻が発売。